# Ruda (powiat mielecki)
Ruda – wieś w Polsce położona w województwie podkarpackim, w powiecie mieleckim, w gminie Radomyśl Wielki.
Miejscowość jest siedzibą rzymskokatolickiej parafii Najświętszej Maryi Panny Szkaplerznej należącej do dekanatu Radomyśl Wielki.
W latach 1975–1998 miejscowość należała administracyjnie do województwa tarnowskiego.